# Sea me
«Sea me» es el séptimo sencillo de la cantante OLIVIA, lanzado el día 5 de diciembre del 2001 en Japón por el sello cutting edge.

## Detalles
Para este sencillo OLIVIA sorprendió al cambiar radicalmente su cabello de negro a rubio, tanto en el vídeo musical como en la sesión fotográfica para el sencillo. Fue el único lanzamiento de ella realizado en el año 2001. Solo incluye dos pistas: la versión en japonés de "Sea me" -que solo está disponible en este single, ya que una nueva versión completamente en inglés fue incluida en el miniálbum Internal Bleeding Strawberry-, y un remix de un cover realizado del tema originalmente de Toto, "Africa". En la primera canción OLIVIA tomó parte en la escritura de las letras, la composición junto con Qumico Fucci, y los arreglos; y el remix fue obra del DJ YAZI.
El único método de promoción fue que "Sea me" haya sido utilizado como opening del programa de televisión llamado JAPAN COUNTDOWN, pero igualmente no se convirtió en un éxito, alcanzando como máxima posición en las listas de Oricon el n.º 89, lugar donde solo permaneció una semana.

## Canciones
1. «Sea me»
2. «Africa» (DJ YAZI & REMIX)

- Datos: Q843906